# Lithodes aotearoa
Lithodes aotearoa (лат.) — вид неполнохвостых раков из семейства крабоидов. Раньше его путали с Lithodes longispina и Lithodes murrayi, но ни один из этих видов не встречается в водах Новой Зеландии.

## Этимология названия
Видовое название aotearoa обычно переводится с языка маори как «земля длинного белого облака», название Новой Зеландии на языке маори.

## Внешний вид и строение
Lithodes aotearoa — крупный крабоид с карпаксом грушевидной формы и панцирем темно-пурпурно-красного или кирпично-красного цвета. Размах конечностей этого вида может достигать 1,25 м. Ширина карапакса самцов может превышать 20 см. Самки мельче.

## Распространение и среда обитания
Вид был обнаружен на глубине от 120 до 700 м, от восточного побережья Нортленда до южных частей плато Кэмпбелл (шельф Новой Зеландия). Глубоководное бентосное животное.

## Питание и образ жизни
Имеет очень разнообразную диету, является оппортунистом-собирателем и падальщиком. Питается донными сидячими и тихоходными организмами. Его основные естественный враги — хищные рыбы и новозеландские морские котики. Вид безвреден для человека и служит объектом коммерческого промысла.